# John Beaumont Williams
John Beaumont Williams ( 1932 - 2005 ) fue un botánico australiano.

## Biografía
Estudió botánica en la Universidad de Sídney, graduándose con una licenciatura (con honores de primera clase) en 1953. También se le otorgó una beca Gaird GS en 1953. De 1953 a 1956, enseñó Botánica en la Universidad de Sídney y comenzó un doctorado en 1956, supervisado por el Dr. Noel Charles W. Beadle. Durante ese tiempo conoció y se casó con su compañera estudiante de posgrado, Mary Beth Macdonald, el 21 de enero de 1956.
Siguió tras Noel Beadle al asumir la Presidencia de la Fundación Botánica de la Universidad de Nueva Inglaterra, en agosto de 1957; donde John y Beth se mudan a Armidale, para ocupar una cátedra y completar su doctorado. Su doctorado se interrumpió por el incendio de 1958 en el edificio que albergaba Belshaw Botánica, Zoología y Química. El fuego, que comenzó en el sótano, destruyó el herbario original, así como notas y sus trabajos de tesis (y el trabajo de varios pueblos de otros a largo plazo / tesis)
Realizó extensos viajes por Australia de 1975 a 1990, incluidas las visitas a herbarios, universidades y el campo de recogida para el Herbario de Nueva Inglaterra. Sus viajes incluyeron Tasmania, Perth-Geraldton, Pemberton, isla Fraser, Atherton Daintree, Townsville, Isa, Darwin-Kakadu, Gippsland, al este de Nueva Gales del Sur. El Herbario de Nueva Inglaterra, ahora el N.C.W. Beadle Herbario, tiene más de 73.000 especímenes de plantas vasculares, casi 11.500 de ellos (alrededor del 16%) fueron recogidos por John Williams. Ian Telford era entonces responsable de la incorporación de muchas de estas y continuó el trabajo sobre las recolecciones de John.
De 1981 a 1990, fue Coordinador del Capítulo Armidale ASBS. En febrero de 1993, se retiró del profesorado de Botánica de la UNE y fue nombrado miembro de la Universidad en 1994. Ya jubilado, continuó trabajando activamente en muchos de sus proyectos a pesar de su deteriorada salud. En sus últimos años estaba contribuyendo activamente a la versión actualizada y más amplia de la publicación de Rainforest de 1984 sobre árboles y arbustos.

## Algunas publicaciones

### Libros
- 1976. The flora of the New England National Park: a general list of the vascular plants, recorded under the major vegetation subforms. 30 pp. ISBN 0858341824
- 1982. New England eucalypts: a key to the indigenous species. Ed. Dept. of Botany, University of New England. 30 pp. ISBN 0858343762
- 1986. Checklist of the rainforest flora of New South Wales. 40 pp. ISBN 0858344327
- 1987. ADAS colour atlas of weed seedlings. A Wolfe science book. 95 pp. ISBN 072340929
- 2003. A Colour Atlas of Weed Seedlings. Ed. Manson. 96 pp. ISBN 1840760389

- La abreviatura «J.B.Williams» se emplea para indicar a John Beaumont Williams como autoridad en la descripción y clasificación científica de los vegetales.[1]